# Thrasops schmidti
Thrasops schmidti är en ormart som beskrevs av Loveridge 1936. Thrasops schmidti ingår i släktet Thrasops och familjen snokar. Inga underarter finns listade i Catalogue of Life.
Utbredningsområdet ligger i Kenya mellan Mount Kenya och Nairobi. Arten lever i regioner mellan 1200 och 1800 meter över havet. Individerna klättrar i träd och vistas på marken. De har ödlor, fåglar, deras ägg och grodor som föda. Honor lägger 7 till 12 ägg per tillfälle.
Skogsröjningar hotar beståndet. Av det ursprungliga habitatet är endast lite kvar. IUCN listar arten som starkt hotad (EN).